# Gustaf Aulén

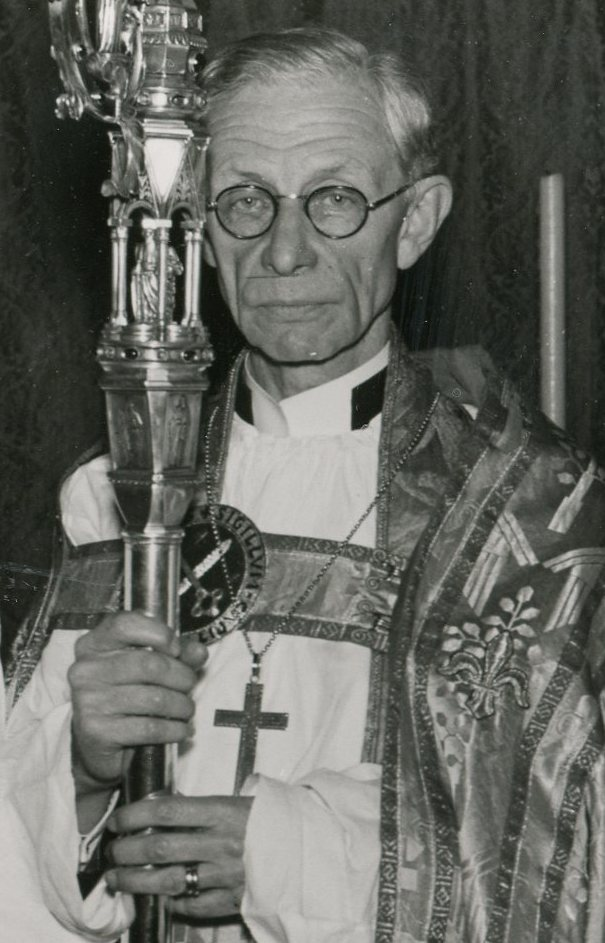
Aulén im Jahr 1944

Gustaf Emanuel Hildebrand Aulén (* 15. Mai 1879 in Ljungby; † 16. Dezember 1977 in Lund) war ein schwedischer lutherischer Theologe und Bischof. Aulén lehrte in Uppsala Dogmatik und Systematische Theologie in Lund. Von 1933 bis 1952 war er in Strängnäs als Bischof tätig. Er ist durch sein 1930 erschienenes Buch Christus Victor international bekannt geworden.

## Leben
Aulén war ein Sohn des Pfarrers Frans Johan Aulén und seiner Frau Ebba Maria Lovisa Matilda Hildebrand. Er begann sein Studium am 25. Mai 1896 in Kalmar, studierte ab 7. September 1899 an der Universität Uppsala. Im gleichen Jahr legte er sein Examen als Filosofie Kandidat ab, 1903 folgte ein weiterer Bachelor und 1906 das theologische Lizentiat-Examen. Am 18. Mai 1907 wurde Aulén Außerordentlicher Professor für theologische Enzyklopädie und Dozent für Moraltheologie in Uppsala. Er wurde am 30. Juni im selben Jahr zum Pfarrer in Ljungby ordiniert. Am 15. Januar 1910 wurde er kommissarischer Regimentspfarrer des Artillerieregiments Uppland, und am 12. April 1912 Regimentspfarrer dort. Am 30. März 1910 ernannte man ihn zum Professor der Dogmatik an der Universität Lund, und am 31. Dezember 1913 gleicherorts Professor der Systematischen Theologie. Am 15. Mai 1915 erhielt er seinen Doktor der Theologie.
Bereits im Sommer 1903 machte er seine erste Studienreise nach Marburg, Berlin, Halle und Heidelberg, dann im Sommer 1908 nach Paris und im Sommer 1914 nach London und Oxford.
Bekannt vor allem durch sein bahnbrechendes Werk Christus Victor (1930), in dem er die Geschichte der Versöhnungslehre neu schrieb. Neben den durch Anselm und Abaelardus bekannt gewordenen soteriologischen oder legalistischen Ansätzen des westlichen Mittelalters machte er darauf aufmerksam, dass die frühe Kirche im Wesentlichen einen ganz anderen, und seiner Ansicht nach theologisch besser vertretbaren Standpunkt vertrat: Die Versöhnung zwischen Gott und Mensch, die sich in Kreuz und Auferstehung Christi ereignet, stellt den göttlichen Sieg über alle kosmischen Mächte dar und macht darin die Liebe Gottes sichtbar. Christus Victor nimmt damit den eschatologisch-apokalyptischen Horizont des Neuen Testaments und der frühen Kirche ernst.
Obwohl sich Auléns Ansicht nicht wirklich durchsetzen konnte – in der angelsächsischen Literatur wird er aber weit mehr beachtet und rezipiert als in der deutschen – stellte seine dogmengeschichtliche Arbeit einen wichtigen Beitrag zur theologischen Diskussion dar.

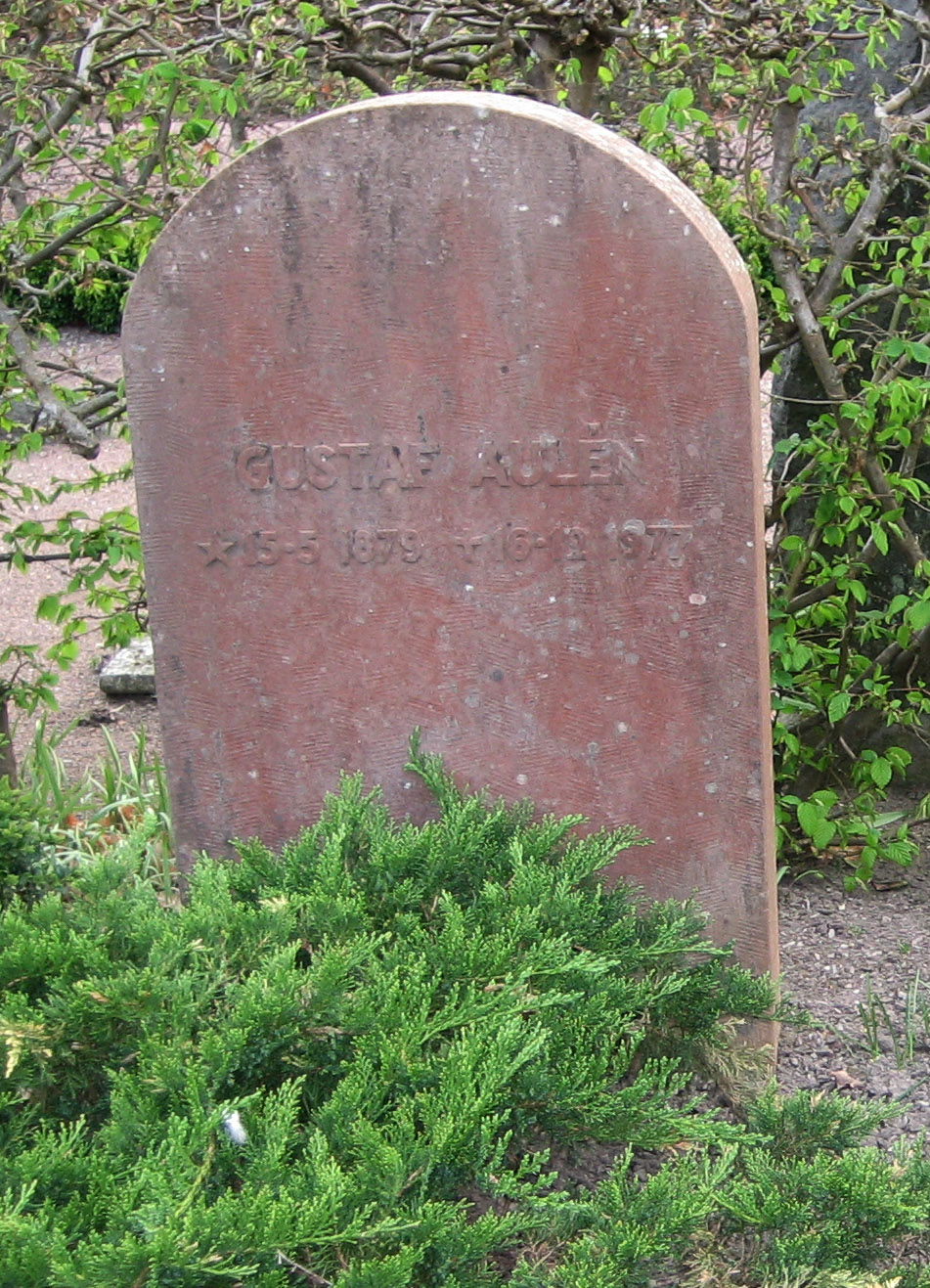
Das Grab von Gustaf Aurén auf dem Norra kyrkogården in Lund

Aulén ist auch als Komponist von Kirchenliedern bekannt. Zwei seiner Kompositionen sind im aktuellen schwedischen Gesangbuch von 1986 enthalten. Seine Melodie zu J. A. Eklunds Lied Fädernas kyrka (deutsch: Die Kirche der Väter) ist in den schwedischen Kirchen populär geworden.
Aulén starb am 16. Dezember 1977 und ist auf dem Norra kyrkogården in Lund begraben.

## Ehrungen
- 1951 erhielt er einen Ehrendoktor der Universität Glasgow.[4]
- 1963 erhielt er von der Königlich Schwedischen Musikakademie die Medaljen för tonkonstens främjande.
- 1971 wurde er zum korrespondierenden Mitglied der British Academy gewählt.[5]

## Privates
Er heiratete am 19. Dezember 1907 Kristine Björnstad (* 10. September 1882), eine Tochter von Ole Björnstad.

## Werke
- Den kristna gudsbilden, 1927.
  - Deutsch: Das christliche Gottesbild in Vergangenheit und Gegenwart: Eine Umrißzeichnung, C. Bertelsmann, Gütersloh 1930.
- Den kristna försoningstanken: huvudtyper och brytningar. Olaus-Petri-Föreläsningar, 1930.
  - Englisch: Christus Victor. An Historical Study of the Three Main Types of the Idea of the Atonement, SPCK, London 1931.
- Die drei Haupttypen des christlichen Versöhnungsgedankens. In: Zeitschrift für Systematische Theologie 8, 1931, S. 501–538.
- För eder utgiven. En bok om nattvardens offermotiv, Stockholm 1956.
  - Englisch: Eucharist and Sacrifice, Muhlenberg Press, Philadelphia 1958.
- Das Drama und die Symbole. Die Problematik des heutigen Gottesbildes, Vandenhoeck & Ruprecht, Göttingen 1968.
- Dag Hammarskjöld’s white book. An analysis of "Markings", Fortress Press, Philadelphia 1969.
- Från mina nittiosex år: hänt och tänkt, Verbum, Stockholm 1975 (Lebenserinnerungen).
- Jesus in Contemporary Historical Research, SPCK, London 1976.
- Reformation och Katolicitet, Svenska Kyrkans Diakonistyrelses Bokförlag, Stockholm 1979.
  - Englisch: Reformation and Catholicity, Greenwood Press, Westport 1979.